# کلود منار
کلود منار (فرانسوی: Claude Ménard‎؛ ۱۴ نوامبر ۱۹۰۶ – ۲ سپتامبر ۱۹۸۰) ورزشکار پرش ارتفاع اهل فرانسه بود.
وی در مسابقات کشوری و بین‌المللی در مجموع برندهٔ ۱ مدال برنز شده‌است.